# Дяченко Ілля Олександрович
Ілля́ Олекса́ндрович Дяче́нко (нар. 2 серпня 1925, Юшківці) — український скульптор; член Спілки радянських художників України з 1965 року. Чоловік скульпторки Валентини Дяченко, батько скульптора Олександра Дяченка та графіка Оксани Дяченко-Цах.

## Біографія
Народився 2 серпня 1925 року в селі Юшківцях (нині Вінницький район Вінницької області, Україна). Протягом 1946—1951 років навчався у Київському училищі прикладного мистецтва, був учнем Ганни Малкової. Дипломна робота — дві тематичні вази (керівник Дмитро Головко).
Мешкав у Києві в будинку на вулиці Героїв Севастополя № 17 в, квартира № 69, потім в будинку на проспекті Космонавта Комарова № 12, квартира № 4.

## Творчість
Працював в галузі станкової та декоративної скульптури. Автор погрудь, композицій на тему німецько-радянської війни, медалей, присвячених визначним місцям Києва. Серед робіт:
- «Рекрут» (1963—1964, гіпс тонований; у співавторстві з Валентиною Дяченко);
- «Рік 1944» (1964, склобетон; у співавторстві з Валентиною Дяченко; Донецький обласний художній музей);
- «Війна осиротила» (1965, Музей історії Корсунь-Шевченківської битви);
- «Юний скульптор» (1965—1967, дерево; Уманський краєзнавчий музей);
- «Портрет Героя Радянського Союзу Пилипа Яковича Бондарчука» (1966—1967, дерево; Тульчинський краєзнавчий музей);
- «Мати» (1968, бетон;  у співавторстві з Валентиною Дяченко);
- «Господиня ланів» (1972, у співавторстві);
- «Вісті з фронту» (1972);
- погруддя Тараса Шевченка (1989, у співавторстві)

медалі
- героям Великої Вітчизняної війни (1975);
- арсенальцям (1977);
- «Золоті ворота» (1980, гіпс);
- «Аскольдова могила» (1980, гіпс);
- жертвам села Кортеліс (1980).

Брав участь у республіканських виставках з 1964 року, всесоюзних — з 1965 року.